# كفر المشارقة
قرية كفر المشارقة هي إحدى القرى التابعة لمركز سيدي سالم في محافظة كفر الشيخ في جمهورية مصر العربية. حسب إحصاءات سنة 2006، بلغ إجمالي السكان في كفر المشارقة 7917 نسمة، منهم 4008 رجل و3909 امرأة.